# Emek Lod
Die Regionalverwaltung Emek Lod (hebräisch מוֹעָצָה אֲזוֹרִית עֵמֶק לֹד Mōʿatzah Asōrīt ʿEmeq Lōd, deutsch ‚Regionaler Rat Tal Lods‘) ist eine Regionalverwaltung, die sich im gleichnamigen Tal im Zentralbezirk Israels befindet.

## Lage
Im Osten grenzt das Gebiet der Regionalverwaltung an die Stadt Lod und im Norden grenzt an Or Jehuda und dem Flughafen Ben Gurion. Im Süden grenzt es an Beʾer Jaʿakov und Ramla und im Westen an Beit Dagan und Rischon LeZion.

## Geschichte
Der Regionalverband wurde im Jahre 1952 gegründet.

## Demografie
Die Einwohnerzahl beträgt 15.967 (Stand: Januar 2022).
Das israelische Zentralbüro für Statistik gibt für die Regionalverwaltung folgende Einwohnerzahlen an:
| Jahr der Volkszählung | 1961  | 1972  | 1983  | 1995  | 2008   |
| Anzahl der Einwohner  | 4.600 | 6.200 | 6.900 | 8.600 | 12.000 |

## Gliederung
- 8 Moschavim: Achiʿeser (אֲחִיעֶזֶר) · Chemed (חֶמֶד) · Gannot (גַּנּוֹת) · Jagel (יָגֵל) · Mischmar haSchivʿah (מִשְׁמַר הַשִּׁבְעָה) · Nir Zvi (נִיר צְבִי) · Seitan (זֵיתָן) · Zafria (צַפְרִיָּה)
- 1 kommunale Ortschaft: Kfar ChaBaD (כְּפַר חַבָּ"ד)